# Manapi
I Manapi furono una tribù celtica dell'Irlanda.

## Territorio
Secondo Tolomeo i Manapi erano stanziati nel sud-est dell'Irlanda. 
Ma toponimi come Fermanagh fanno pensare anche a una loro presenza nel nord-ovest dell'isola.